# Lethrus glaber
Lethrus glaber är en skalbaggsart som beskrevs av Medvedev 1962. Lethrus glaber ingår i släktet Lethrus och familjen tordyvlar. Inga underarter finns listade i Catalogue of Life.